# NCIS: New Orleans (6.ª temporada)
A sexta temporada de NCIS: New Orleans, série de TV da categoria drama procedural policial, estreou nos EUA em 24 de Setembro de 2019. A temporada é produzida pela emissora CBS, com Christopher Silber e Jan Nash como showrunners e produtores executivos. 
Programada inicialmente para 24 episódios, a temporada foi encerrada após o 20º episódio devido à Pandemia do COVID-19.

## Elenco e personagens

### Principais
- Scott Bakula como Dwayne Cassius Pride
- Lucas Black como Christopher LaSalle (até o 6º episódio)
- Vanessa Ferlito como Tammy Gregorio
- Rob Kerkovich como Sebastian Lund
- Daryl "Chill" Mitchell como Patton Plame
- CCH Pounder como Loretta Wade
- Necar Zadegan como Hannah Khoury
- Charles Michael Davis como Agente do NCIS Quentin Carter (a partir do 14º episódio)

### Recorrentes
- Chelsea Field como Rita Devereaux, namorada de Pride
- Derek Webster como Raymond Isler, ex-Agente Especial Sênior do FBI
- Shanley Caswell como Laurel Pride
- Jason Alan Carvell como Jimmy Boyd, meio-irmão de Dwayne Pride
- Amanda Warren como Prefeita de New Orleans Zahra Taylor
- Joanna Cassidy como Mena Pride, mãe de Dwayne Pride
- Paige Turco como Linda Pride, ex-esposa de Pride e mãe de Laurel

## Episódios
| N.º na série | N.º na temp. | Título                      | Dirigido por       | Escrito por                         | Exibição original       | Audiência (milhões) |
| --- | ------------ | --------------------------- | ------------------ | ----------------------------------- | ----------------------- | ------------------- |
| 120 | 1            | "Judgement Call"            | James Hayman       | Chistopher Silber                   | 24 de setembro de 2019  | 6.66                |
| Pride é obrigado a suspender Hannah de suas funções após ela quebrar o protocolo durante uma operação conjunta com o FBI para capturar um supremacista branco. Enquanto isso, Pride e Rita visitam a mãe de Pride, que sofre do Mal de Alzheimer. |              |                             |                    |                                     |                         |                     |
| 121 | 2            | "The Terminator Conundrum"  | Edward Ornelas     | Jan Nash                            | 1 de outubro de 2019    | 6.90                |
| Um piloto da Marinha relata quase haver colidido com um objeto voador não identificado. Pride continua sofrendo de pesadelos e insônia como consequência de seu cativeiro. LaSalle viaja para o Alabama para procurar seu irmão desaparecido. |              |                             |                    |                                     |                         |                     |
| 122 | 3            | "Bad Apple"                 | Stacey K. Black    | Ron McGee                           | 8 de outubro de 2019    | 6.69                |
| Pride viaja para New York quando novas evidências de DNA são ligadas a um caso de 20 anos atrás, quando Pride trabalhava no escritório do Xerife da Paróquia de Jefferson. |              |                             |                    |                                     |                         |                     |
| 123 | 4            | "Overlooked"                | Gordon Lonsdale    | Stephanie Sengupta                  | 15 de outubro de 2019   | 6.57                |
| Um centro particular de detenção de imigrantes é descoberto como o centro de uma quadrilha de tráfico sexual. LaSalle e Sebastian retomam a busca pelo irmão desaparecido de LaSalle no Alabama. |              |                             |                    |                                     |                         |                     |
| 124 | 5            | "Spies & Lies"              | LeVar Burton       | Brooke Roberts                      | 22 de outubro de 2019   | 6.64                |
| Um tenente da Marinha pede ajuda ao escritório do NCIS em New Orleans quando suspeita que sua namorada seja na verdade uma espiã. LaSalle sofre uma perda devastadora quando encontra o corpo de seu irmão. |              |                             |                    |                                     |                         |                     |
| 125 | 6            | "Matthew 5:9"               | Michael Zinberg    | Chad Gomez Creasey                  | 5 de novembro de 2019   | 6.61                |
| Chris LaSalle tenta vingar a morte de seu irmão perseguindo uma quadrilha de tráfico de drogas que ele acredita ser responsável pelo assassinato. No entanto, ele é baleado em uma cabana e morre no hospital, levando Pride e sua equipe ao desespero. Observação: última aparição de Christopher LaSalle. |              |                             |                    |                                     |                         |                     |
| 126 | 7            | "Boom-Boom-Boom-Boom"       | Mary Lou Belli     | Talicia Raggs                       | 12 de novembro de 2019  | 6.41                |
| Ainda em luto pela morte de LaSalle, a equipe deve investigar a destruição de um cinema em uma explosão criminosa provocada por um hacker. |              |                             |                    |                                     |                         |                     |
| 127 | 8            | "The Order of The Mongoose" | Rob Greenlea       | Katherine Beattie                   | 19 de novembro de 2019  | 6.89                |
| Sebastian convoca a equipe a oferecer assistência em um possível caso de sequestro quando o filho de um dignitário desaparece de repente de um local de concertos. Enquanto isso, Wade investiga quando uma mulher é abusada. |              |                             |                    |                                     |                         |                     |
| 128 | 9            | "Convicted"                 | Hart Bochner       | Jan Nash & Christopher Silber       | 26 de novembro de 2019  | 6.87                |
| Quando o acusado pelo assassinato de LaSalle, Eddie Barrett, é liberado após apresentar uma testemunha de álibi, Pride e sua equipe continuam a procurar evidências e descobrem que Barrett controla um culto armado. |              |                             |                    |                                     |                         |                     |
| 129 | 10           | "Requital"                  | Michael Zinberg    | Jan Nash & Christopher Silber       | 17 de dezembro de 2019  | 7.05                |
| Pride é feito refém na plantação de Barrett, perto de Jeanerette. Há um impasse entre os cultistas e o NCIS / FBI com a mídia assistindo. Barrett, cujo objetivo é o caos, havia manipulado a casa para explodir, mas Sebastian frustra isso. Quando todos são presos, Barrett escapa através de um túnel. Quando Pride o pega, Barrett ameaça a família de Pride, o que o leva a matá-lo, embora ele diga à sua equipe que Barrett estava pegando sua arma. |              |                             |                    |                                     |                         |                     |
| 130 | 11           | "Bad Moon Rising"           | Lionel Coleman     | Ron McGee                           | 16 de fevereiro de 2020 | 5.24                |
| A equipe se preocupa quando Sebastian desaparece ao trabalhar disfarçado como novo recruta em uma organização especializada em coordenar ataques terroristas. |              |                             |                    |                                     |                         |                     |
| 131 | 12           | "Waiting for Monroe"        | James Whitmore Jr. | Sydney Mitchel                      | 23 de fevereiro de 2020 | 5.59                |
| A equipe deve rastrear uma misteriosa assassina responsável por assassinatos em Atenas, Roma e Londres. Além disso, o filho de Wade pede a ela que lhe permita acompanhar uma operação policial para um artigo que ele está escrevendo em um programa de sensibilização para jovens no NOPD. |              |                             |                    |                                     |                         |                     |
| 132 | 13           | "The Root of All Evil"      | Tessa Blake        | Stephanie Sengupta & Corey Moore    | 1 de março de 2020      | 5.56                |
| A equipe investiga o assassinato de um oficial do JAG que sua filha havia testemunhado. Pride imediatamente suspeita que a filha e seu namorado podem estar envolvidos no crime. Enquanto isso, Sebastian começa seu novo treinamento no NCIS. |              |                             |                    |                                     |                         |                     |
| 133 | 14           | "The Man In The Red Suit"   | James Hayman       | Chad Gomez Creasey & Jan Nash       | 8 de março de 2020      | 5.62                |
| Durante um caso, Pride anuncia que está saindo de licença médica e apresenta o Agente Especial Quentin Carter como o mais novo membro da equipe; no entanto, o substituto de LaSalle é recebido com frieza. Primeira aparição de: Quentin Carter |              |                             |                    |                                     |                         |                     |
| 134 | 15           | "Relentless"                | Gordon Lonsdale    | Cameron Dupuy                       | 15 de março de 2020     | 6.35                |
| Tammy deve proteger uma adolescente obcecada por pesquisas depois que seu pai é baleado em sua casa, enquanto o resto da equipe procura um motivo. Enquanto isso, Pride leva sua mãe ao bar para fazê-la reviver suas memórias passadas. |              |                             |                    |                                     |                         |                     |
| 135 | 16           | "Pride and Prejudice"       | Hart Bochner       | Brooke Roberts                      | 15 de março de 2020     | 5.83                |
| A equipe investiga um homem que fingiu ser LaSalle e o prisioneiro que ele tentou libertar da prisão. A filha de Pride vem para uma visita surpresa. |              |                             |                    |                                     |                         |                     |
| 136 | 17           | "Biased"                    | LeVar Burton       | Talicia Raggs                       | 22 de março de 2020     | 6.39                |
| As tensões raciais aumentam em Nova Orleans quando um oficial branco do NOPD atira em um oficial negro da Marinha que ele acreditava estar carregando uma arma e estava armado no meio de uma festa de rua movimentada. |              |                             |                    |                                     |                         |                     |
| 137 | 18           | "A Changed Woman"           | Mary Lou Bell      | Katherine Beattie                   | 29 de março de 2020     | 6.50                |
| Quando um marinheiro é encontrado morto, a equipe rastreia movimentos suspeitos de pessoas em sua vida antes de sua morte. Além disso, Hannah chega a um acordo sobre o relacionamento de sua filha com a nova namorada de seu ex-marido. |              |                             |                    |                                     |                         |                     |
| 138 | 19           | "Monolith"                  | Diana Valentine    | Chad Gomez Creasey & Sydney Mitchel | 12 de abril de 2020     | 5.88                |
| Quando Sebastian é ferido ao tentar sem sucesso evitar um sequestro, o NCIS corre para encontrar a mulher desaparecida e seus sequestradores. Além disso, a equipe dá uma olhada na vida pessoal do Agente Carter. |              |                             |                    |                                     |                         |                     |
| 139 | 20           | "Predators"                 | Gordon Lonsdale    | Stephanie Sengupta                  | 19 de março de 2020     | 6.24                |
| A equipe investiga a morte de um microbiologista da Marinha que se tornou um "destruidor de mitos" e resultou em sua morte, supostamente pelas mãos de uma criatura lendária do pântano. A Agente Khoury conduz uma investigação sobre as ações anteriores do vice-diretor Van Cleef, que recentemente a rebaixou por alegações equivocadas de que ela exibira um julgamento inadequado.                                                                     |              |                             |                    |                                     |                         |                     |